# Max Mara
Max Mara — итальянский модный дом по дизайну и производству одежды, основанный в 1951 году в Реджо-нель-Эмилия Ахиллом Марамотти. По состоянию на март 2008 года компания имела 2254 магазина в 90 странах мира. Дом спонсирует премию Max Mara Art Prize for Women.

## История
В 1947 году Ахилл Марамотти начал разрабатывать одежду от кутюр, а в 1951 году официально основал модный дом Max Mara. Название Max Mara произошло от его фамилии и имени городского персонажа, графа Макса, который редко бывал трезвым, но всегда стильным. Марамотти стал одним из первых, кто сумел увидеть будущее моды в массовом производстве дизайнерской одежды. В настоящее время дом по-прежнему принадлежит семье Марамотти.

## Бренды
Модный дом Max Mara создал около 35 брендов, хотя женская одежда Max Mara остается главной составляющей. Другие бренды включают Sportmax, Sportmax Code, Weekend Max Mara, Marella, Pennyblack, iBlues, MAX&Co и Marina Rinaldi. Бренд Marina Rinaldi был основан в 1980 году и назван в честь прабабушки Ахилла Марамотти.
Первым лицом Max Mara была американская актриса, Дженнифер Гарнер.
Начиная с сентября 2013 года, Max Mara публикуется в Vogue, Harper's Bazaar, Elle, W, InStyle, The New York Times и International Herald Tribune.

## Семья
Ахилл Марамотти родился 7 января 1927 года в итальянском городе Реджо-нель-Эмилия. Он получил образование в Риме в Пармском университете. Согласно списку Forbes за 2005 год, Марамотти являлся одним из самых богатых людей в мире с состоянием в 2,1 миллиарда долларов. Он умер 12 января 2005 года в Альбинее, Италия. Дети Марамотти, Луиджи, Игнацио и Людовика, продолжили его дело. После его смерти, согласно завещанию Марамотти, большая и важная коллекция современного искусства из Европы и США была открыта для публики.